# Stenolophus spretus
Stenolophus spretus är en skalbaggsart som beskrevs av Pierre François Marie Auguste Dejean. Stenolophus spretus ingår i släktet Stenolophus och familjen jordlöpare. Inga underarter finns listade i Catalogue of Life.